# Autoroute A-47 (Espagne)
Pour les articles homonymes, voir A47.
L'autoroute espagnole A-47 est une autoroute en projet qui reliera Badajoz à Huelva en Andalousie. 
L'A-47 dont le numéro administratif n'a pas été encore décidé par le gouvernement, va doubler la N-435 pour desservir les différentes villes de son tracé. Actuellement pour relier ces villes par autoroute, il faut faire un long détour par Séville. Elle va donc permettre de décongestionner le trafic sur l'A-66 en provenance de Badajoz et à destination de Huelva.

## Tracé
- l'A-47 va débuter au sud à hauteur de Zafra en se déconnectant au niveau du nœud de l'Autovia de la Ruta de la Plata et la voie autonome d'Estrémadure EX-A3 pour Jerez de los Caballeros.
- Elle poursuit son chemin vers le sud en suivant le tracé de l'EX-101 jusqu'à Fregenal de la Sierra.
- À partir de là l'autoroute poursuit le tracé parallèles de la N-435
- Elle s'approche de Trigueros pour enfin arriver dans l'agglomération de Huelva où elle vient se connecter à l'A-49.

## Référence et lien
- Nomenclature